# Athanase David
Louis Athanase David, kanadski pravnik, politik in poslovnež, * 24. junij 1882, Montréal, Québec, Kanada, † 26. januar 1953, Montréal, Kanada.
Bil je sin kanadskega novinarja, pravnika in politika, Laurent-Olivierja Davida. 
David je prejel diplomo iz prava na univerzi Université Laval in leta 1905 je bil sprejet v pravno skupnost Quebeca. Bil je partner v pravni firmi Elliott & David in leta 1916 je bil sprejet v Legislative Assembly of Quebec, v njem je deloval do leta 1935. Leta 1939 je bil znova izvoljen, a je nato februarja 1940 odstopil, da bi sprejel mesto v kanadskem senatu. Senator je bil do smrti leta 1953. 
Leta 1922 je ustvaril literarno nagrado Prix Athanase-David, leta 1923 pa ga je francoska vlada odlikovala z legijo časti. 
David je bil velik športni navdušenec in je bil od 1921 do 1935 predsednik hokejskega kluba Montreal Canadiens. V času mandata je osvojil 3 Stanleyjeve pokale, v letih 1924, 1930 in 1931. 
Leta 1928 se je povezal z montrealskim borznim mešetarjem Ernestom Savardom in ameriškim bejzbolskim funkcionarjem Georgeom Stallingsom. Trojica je uspela obuditi bejzbolski klub Montreal Royals in za klub zgraditi stadion Delorimier Stadium. 